# Cadereyta Jiménez
Cadereyta Jiménez è un comune del Messico, situato nello stato di Nuevo León, il cui capoluogo è la località omonima.
Conta 95.534 abitanti (2015) e ha una estensione di 1.004,4 km².

## Gemellaggio
La città è gemellata con la città statunitense di McAllen, città dello stato federale del Texas.